# NGC 1945
NGC 1945 је емисиона маглина у сазвежђу Златна риба која се налази на NGC листи објеката дубоког неба.
Деклинација објекта је - 66° 27' 12" а ректасцензија 5h 24m 54,0s. Привидна величина (магнитуда) објекта NGC 1945 износи 11,8. NGC 1945 је још познат и под ознакама ESO 85-EN83.